# تپه ده‌نمک
تپه ده نمک مربوط به سده‌های ۷ و ۸ ه.ق است و در شهرستان اراک، بخش مرکزی، دهستان داودآباد، روستای ده نمک واقع شده و این اثر در تاریخ ۱۸ اسفند ۱۳۸۷ با شمارهٔ ثبت ۲۵۰۳۹ به‌عنوان یکی از آثار ملی ایران به ثبت رسیده است.